# Gomphomastax songorica
Gomphomastax songorica är en insektsart som beskrevs av Bei-bienko 1948. Gomphomastax songorica ingår i släktet Gomphomastax och familjen Eumastacidae. Inga underarter finns listade i Catalogue of Life.